# Топор (мультфильм)
«Топор» (арм. Կացին) — рисованный мультфильм студии «Арменфильм» по мотивам сказки Ованеса Туманяна «Братец топор».

## Сюжет
В одной деревне жили люди, которые не знали о существовании топора, а потому холодной зимой согревались хворостом, ломая его руками, камнями и прочими примитивными способами. Проходивший мимо дровосек пожалел бедолаг и подарил им свой инструмент. Но новоявленные лесорубы, не умея толком им пользоваться, начали неумышленно убивать и калечить друг друга, а потому сельский сход повелел бросить топор в огонь. Топорище сгорело, а лезвие раскалилось и продолжило вредить людям, и тогда его решили бросить в темницу. Однако её пол был устлан соломой, из-за чего загорелась сначала она, а затем и вся деревня. Тем не менее, когда пожар кончился, жители принялись радоваться теплу, исходившему от пепелища.

## Создатели
- Автор сценария, режиссёр и художник-постановщик — Роберт Саакянц
- Художник-мультипликатор — Владимир Маилян
- Художники — М. Газазян, М. Галстян, С. Галстян, М. Депоян, Д. Махулян, З. Назарян, Л. Овсепян, Д. Саакянц, А. Туманян
- Оператор — Алиса Кюрдиан
- Композитор — Роберт Амирханян
- Звукооператор — Карен Курдиян
- Продюсеры — Ю. Маркарян, А. Минасов, И. Шахназаров